# Cvjetna peteljka
U botanici, cvjetna peteljka ili pedicel je stabljika koja pričvršćuje jedan cvijet za cvat. Takvi cvatovi se opisuju kao pedicelarni.

## Opis
Pedicel se odnosi na strukturu koja povezuje jedan cvijet s njegovim cvatom. U nedostatku pedicela, cvjetovi se opisuju kao sesilni. Pedicel se također nanosi na peteljku fruktifikacije. Riječ "pedicel" potječe od latinske riječi pediculus, što znači "malo stopalo". Stabljika ili grana s glavne stabljike cvata koja drži skupinu pedicela naziva se peteljka. Pedicel može biti povezan s braktejom ili braktejama. 

## U uzgoju
Kod vrsta tikvi za Noć vještica, oblik stabljike dobio je posebnu pozornost jer uzgajivači biljaka pokušavaju optimizirati veličinu i oblik stabljike za najbolji "poklopac" za jack-o'-lantern".

## Galerija
- Dugi pediceli Asclepias amplexicaulis s jednom peteljkom
- Pediceli trešnje u cvijetu i plodu
- Pedikel bundeve